# Plectiscidea agitator
Plectiscidea agitator är en stekelart som först beskrevs av Forster 1871.  Plectiscidea agitator ingår i släktet Plectiscidea och familjen brokparasitsteklar. Inga underarter finns listade i Catalogue of Life.